# Messor vicinus
Messor vicinus är en myrart som beskrevs av Kuznetsov-ugamsky 1927. Messor vicinus ingår i släktet Messor och familjen myror. Inga underarter finns listade i Catalogue of Life.